# Eduard Stiefel
Pour les articles homonymes, voir Stiefel.
Eduard Ludwig Stiefel (1909 – 1978) est un mathématicien suisse. Ses recherches ont embrassé une multitude d'aspects des mathématiques, de l'algèbre à la géométrie descriptive et à l'analyse numérique. Il est l'un des inventeurs de l'algorithme du gradient conjugué.

## Biographie

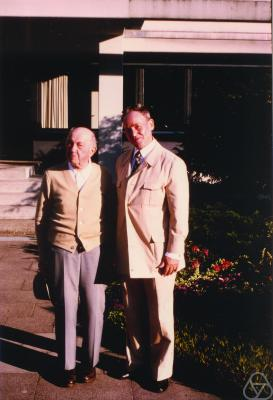
Eduard Stiefel (à droite) avec Otto Volk en 1978 à Oberwolfach (coll. MFO)

Eduard Stiefel étudia les mathématiques de 1928 à 1932 à l'École polytechnique fédérale de Zurich (ETH) puis, de 1932 à 1933, à Hambourg et à Göttingen. Il obtint en 1935 un doctorat de l'ETH, sous la direction de Heinz Hopf. Il fut assistant puis, en 1942, Privatdozent et, en 1943, professeur ordinaire à l'ETH. Il commença par travailler en topologie, entre autres sur la topologie des groupes de Lie et des fibrés. Une famille de classes caractéristiques porte son nom, joint à celui de Hassler Whitney : les classes de Stiefel-Whitney. Sa classification des fibrés sur des sphères a des applications dans celle des algèbres à division.
Pendant la Seconde Guerre mondiale, il fut promu colonel d'artillerie dans l'armée suisse.
Stiefel se reconvertit ensuite dans l'analyse numérique. En 1948, il fonda à l'ETH l'Institut de mathématiques appliquées et lui procura en 1949 un ordinateur Z4, adapté et loué par Konrad Zuse. L'ETH fut ainsi le premier établissement supérieur en Europe à disposer d'un calculateur programmable. Puis, Stiefel envoya ses assistants Heinz Rutishauser et Ambros Speiser étudier l'informatique aux États-Unis, ce qui permit à l'ETH de développer elle-même l'ERMETH (de) (Elektronische Rechenmaschine der ETH), qui fonctionna de 1955 à 1963. Stiefel passa lui-même un an aux États-Unis en 1951-52 et noua des relations avec Magnus Hestenes et beaucoup d'autres scientifiques au National Bureau of Standards. En 1952, il développa, avec Hestenes, la méthode du gradient conjugué en algèbre linéaire numérique.
Stiefel travailla aussi en mécanique céleste, en particulier sur le calcul des trajectoires de satellites et plus généralement sur la théorie des perturbations. Une méthode de régularisation, qui met en jeu les spineurs et une transformation dans l'espace de dimension 4, porte son nom et celui de Paul Kustaanheimo. Stiefel effectua des recherches sur contrat pour l'Agence spatiale européenne (plus exactement, pour l'organisme qui l'a précédée : le Conseil européen de recherches spatiales) et pour la NASA. De 1966 à 1970, il fut président du Comité suisse pour la recherche spatiale.
Stiefel, qui avait publié les conférences d'Issai Schur sur la théorie des représentations en 1936 à l'ETH, écrivit entre autres un livre sur la théorie des groupes et un sur la géométrie descriptive. Il était aussi dessinateur et peintre.
Il fut président de la Société mathématique suisse en 1956 et de la Gesellschaft für Angewandte Mathematik und Mechanik de 1970 à 1974, membre de l'Académie norvégienne des sciences et de la Leopoldina ainsi que docteur honoris causa de la Katholieke Universiteit Leuven (1971), de l'université de Wurtzbourg (1974) et de celle de Brunswick (1975) et professeur invité en 1968 à celle de Bruxelles. En 1954, il donna une conférence plénière au Congrès international des mathématiciens à Amsterdam (Recent developments in relaxation techniques).

## Sélection de publications

### Livres
- (de) Eduard Stiefel, Lehrbuch der darstellenden Geometrie, Birkhäuser, 1971 (1re éd. 1947).
- Avec Heinz Rutishauser : (de) Eduard Stiefel et Heinz Rutishauser, Programmgesteuerte digitale Rechengeräte, Birkhäuser, 1951.
- (de) Eduard Stiefel, Einführung in die numerische Mathematik, Teubner, 1961, trad. (en) Eduard Stiefel, Introduction to numerical mathematics, Academic Press, 1963, trad. Eduard Stiefel, introduction à la mathématique numérique, Dunod, 1967.
- (en) Eduard Stiefel, Linear and regular celestial mechanics, Springer, 1971.
- Avec Hans Rudolf Schwarz : (de) Eduard Stiefel et Hans Rudolf Schwarz, Numerik symmetrischer Matrizen, Teubner, 1972.
- (de) Eduard Stiefel, Methoden der mathematischen Physik, ETH Verlag, 1982 (1re éd. 1974).
- Avec Urs Kirchgraber : (de) Eduard Stiefel et Urs Kirchgraber, Methoden der analytischen Störungsrechnung und ihre Anwendung, Teubner, 1978.
- (de) Eduard Stiefel, Gruppentheoretische Methoden und ihre Anwendung, Teubner, 1979, trad. (en) Eduard Stiefel, Group theoretical methods and their applications, Birkhäuser, 1992.

### Articles
- (de) Eduard Stiefel, « Richtungsfelder und Fernparallelismus in n-dimensionalen Mannigfaltigkeiten », Comm. Math. Helvetici, vol. 8,‎ juin 1935, p. 305-353 (lire en ligne) (thèse, trad. en anglais).
- (de) Eduard Stiefel, « Über Richtungsfelder in den projektiven Räumen und einen Satz aus der reellen Algebra », Comm. Math. Helvetici, vol. 13,‎ 1940/41, p. 201-218 (lire en ligne).
- (de) Eduard Stiefel, « Über eine Beziehung zwischen geschlossenen Lie´schen Gruppen und diskontinuierlichen Bewegungsgruppen euklidischer Räume und ihre Anwendung auf die Aufzählung der einfachen Lie´schen Gruppen », Comm. Math. Helvetici, vol. 14,‎ 1941/42, p. 350-380 (lire en ligne) (classification des groupes de Lie simples).
- (de) Eduard Stiefel, « Kristallographische Bestimmung der Charaktere Liescher Gruppen », Comm. Math. Helvetici, vol. 17,‎ 1944/45, p. 165-200 (lire en ligne).
- (de) Eduard Stiefel, « Über einige Methoden der Relaxationsrechnung », Z. angew. Math. Phys., vol. 3,‎ 1952, p. 1-33 (DOI 10.1007/BF02080981).
- Avec Magnus Hestenes : (en) Magnus R. Hestenes et Eduard Stiefel, « Methods of Conjugate Gradients for Solving Linear Systems », Journal of Research of the National Bureau of Standards, vol. 49, no 6,‎ décembre 1952 (lire en ligne)
- (de) Eduard Stiefel, « Relaxationsmethoden bester Strategie zur Lösung linearer Gleichungssysteme », Comm. Math. Helvetici, vol. 29,‎ 1955, p. 157-179 (lire en ligne).
- (de) Eduard Stiefel, « Die Renaissance der Himmelsmechanik », Elemente der Mathematik, vol. XIX, no 5,‎ 1964, p. 97-120 (lire en ligne).
- Avec Paul Kustaanheimo : (de) Eduard Stiefel et Paul Kustaanheimo, « Perturbation method of Kepler motion based on spinor regularization », J. reine angew. Math., vol. 218,‎ 1965, p. 204-219 (lire en ligne).